# گل میمونی (سرده)
گل‌میمونی (نام علمی: Antirrhinum) نام یک سرده از تیره بارهنگیان است.

## نگارخانه

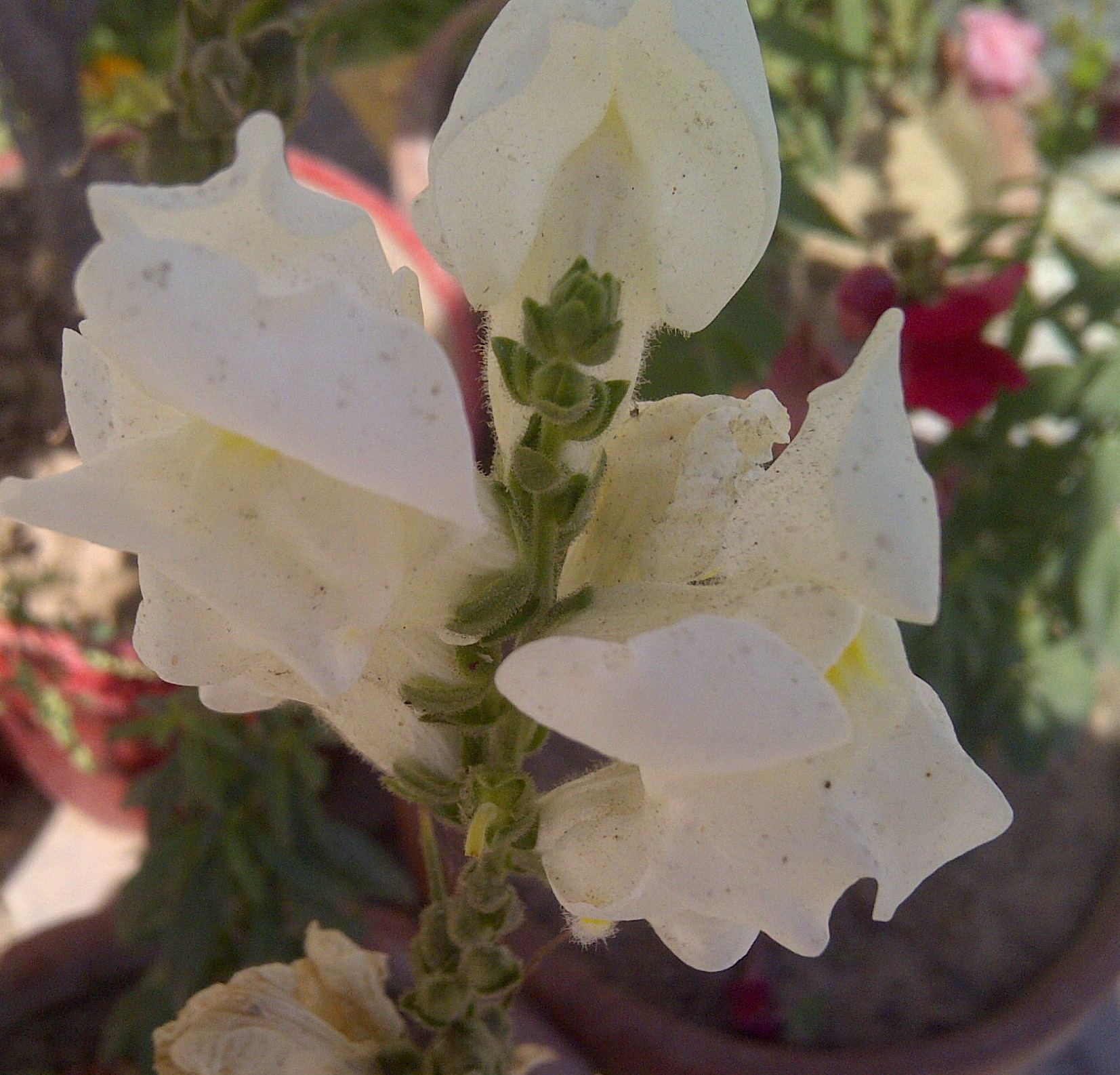
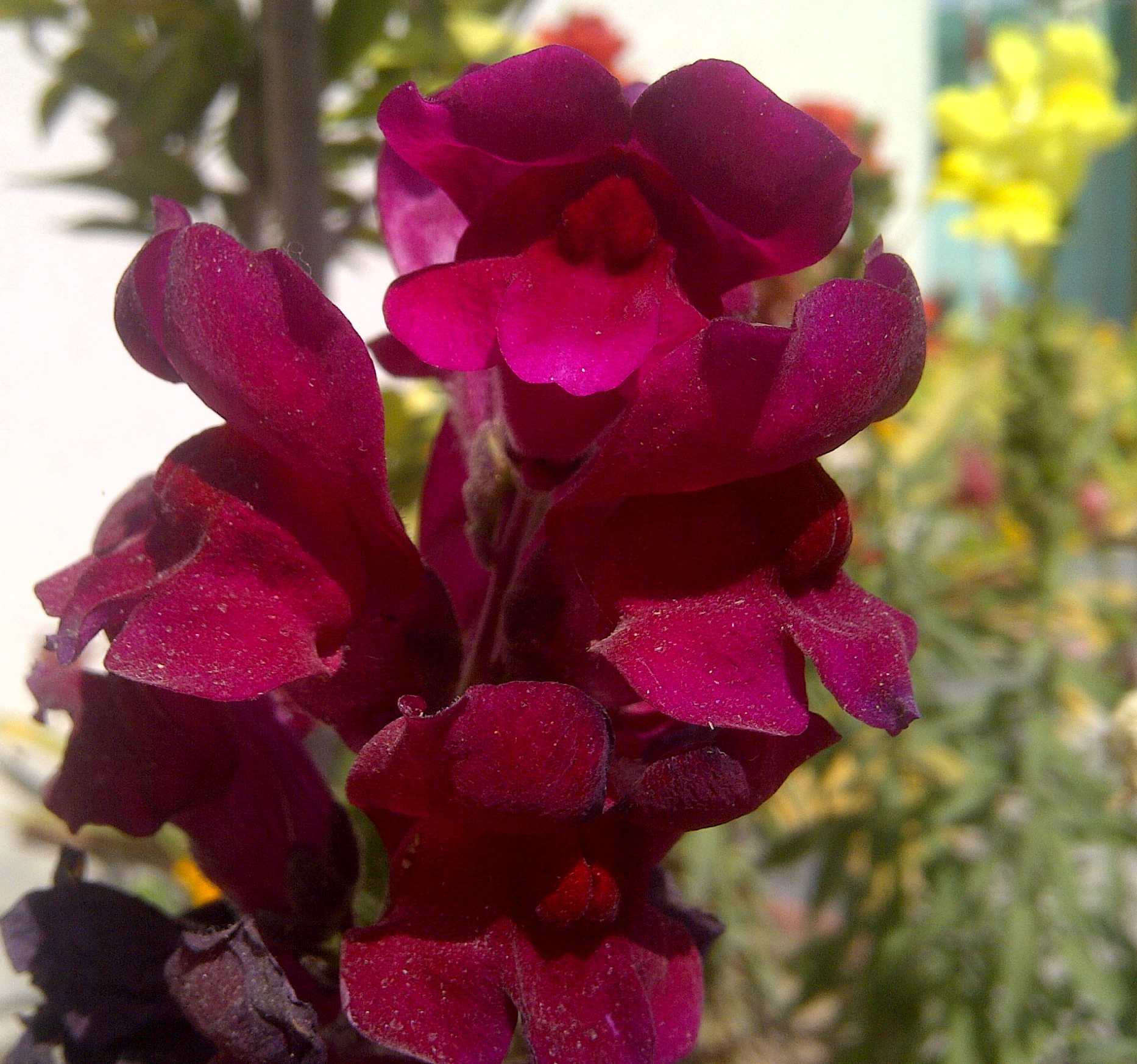
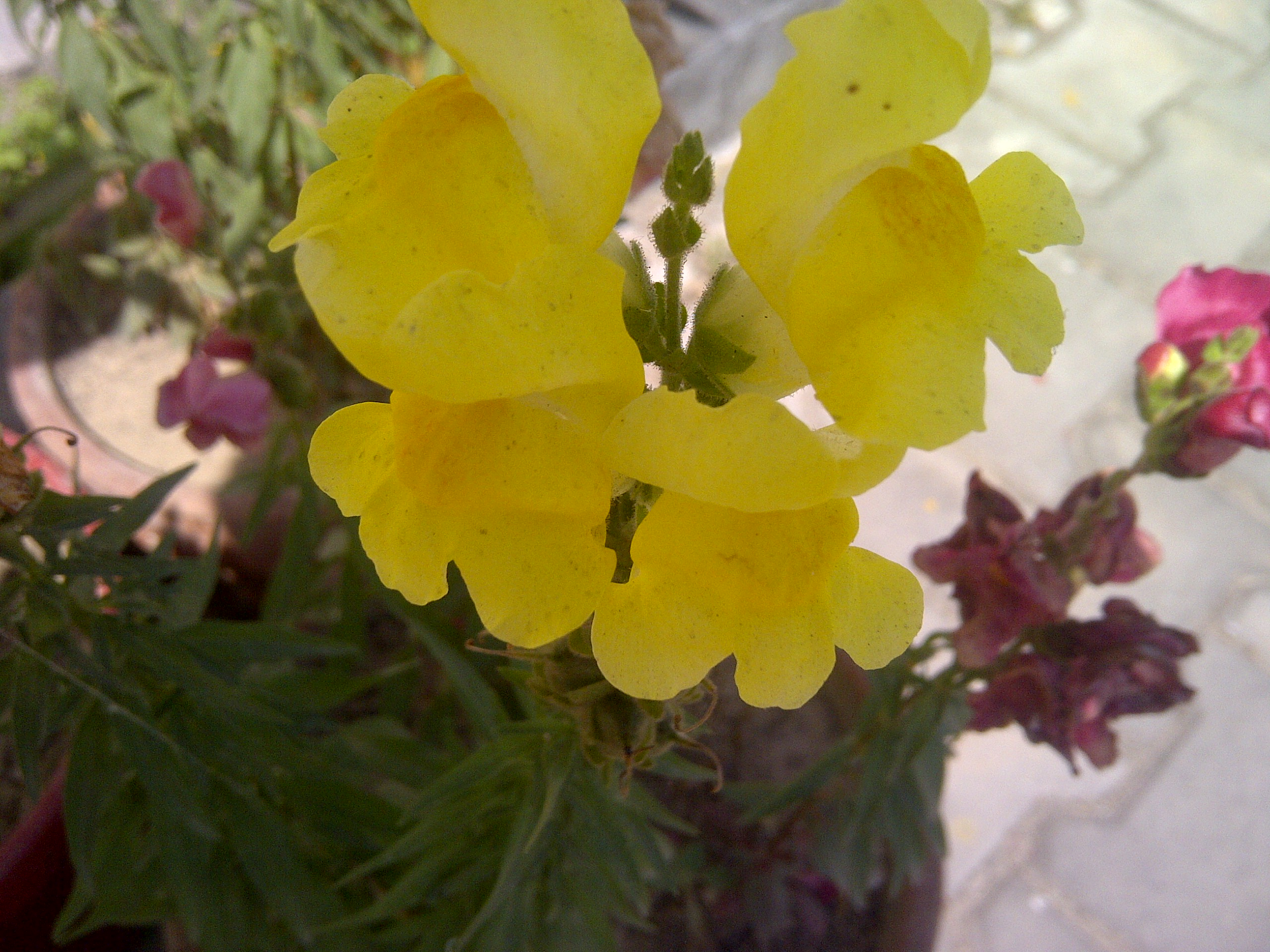
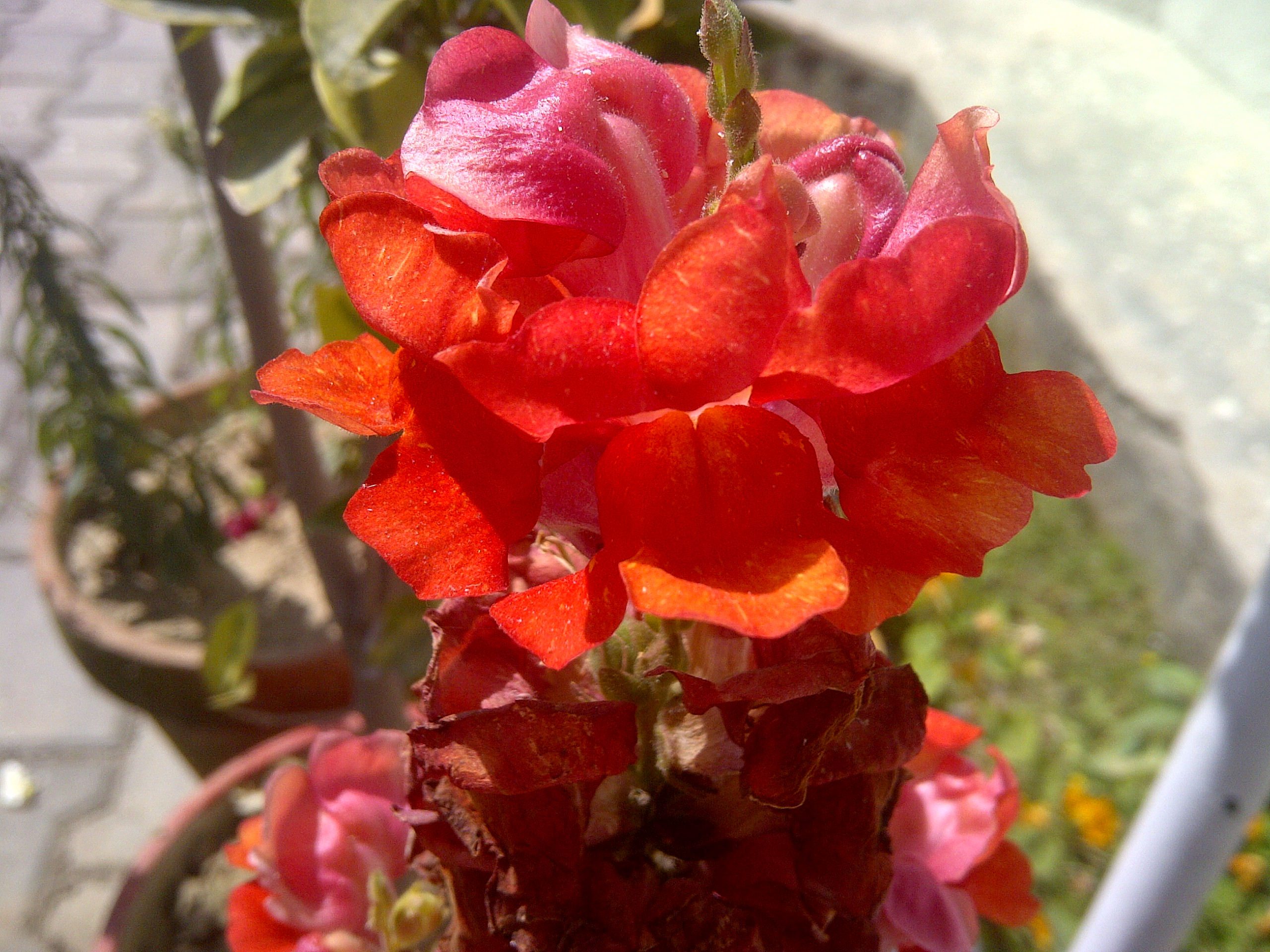
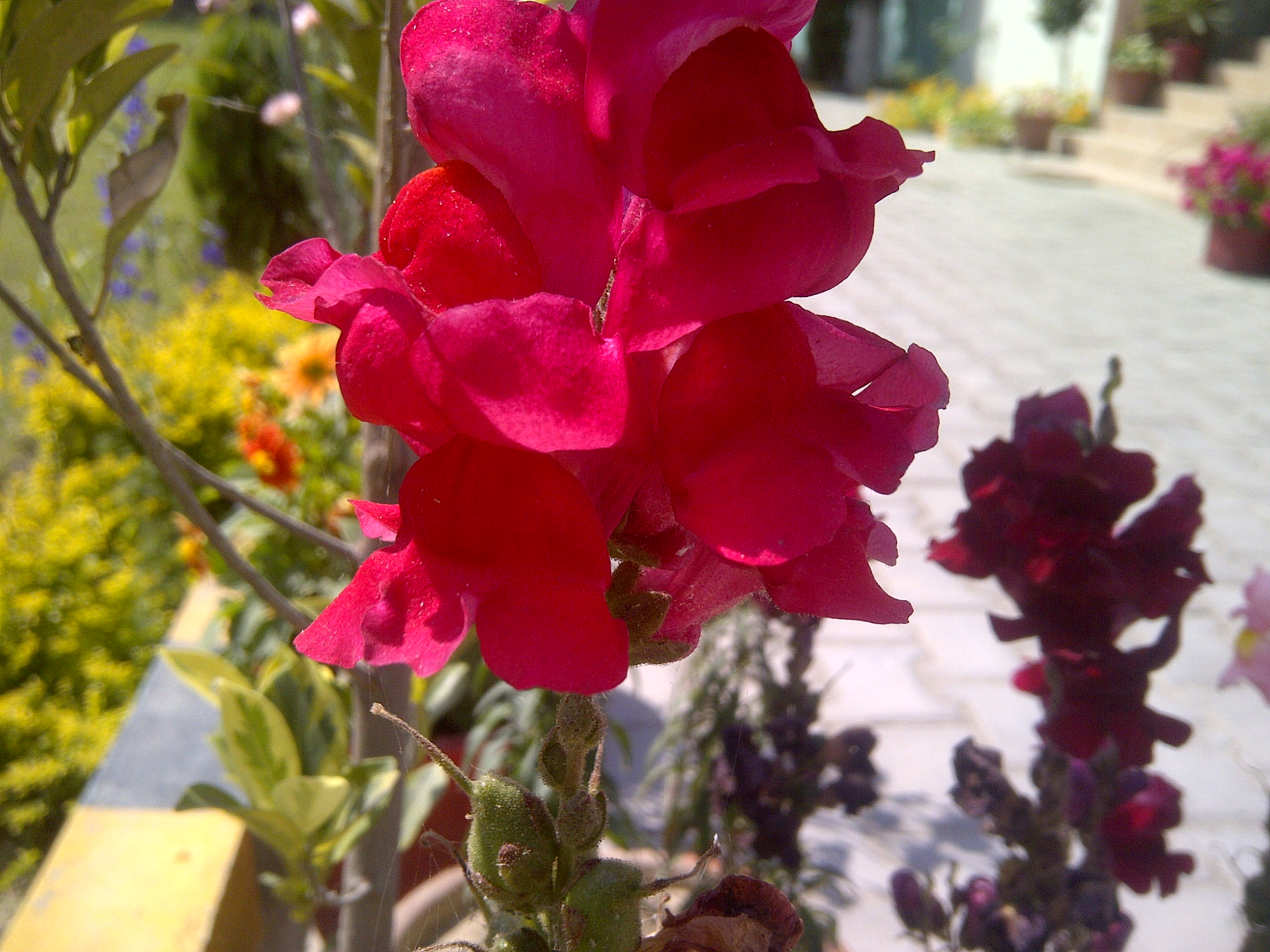
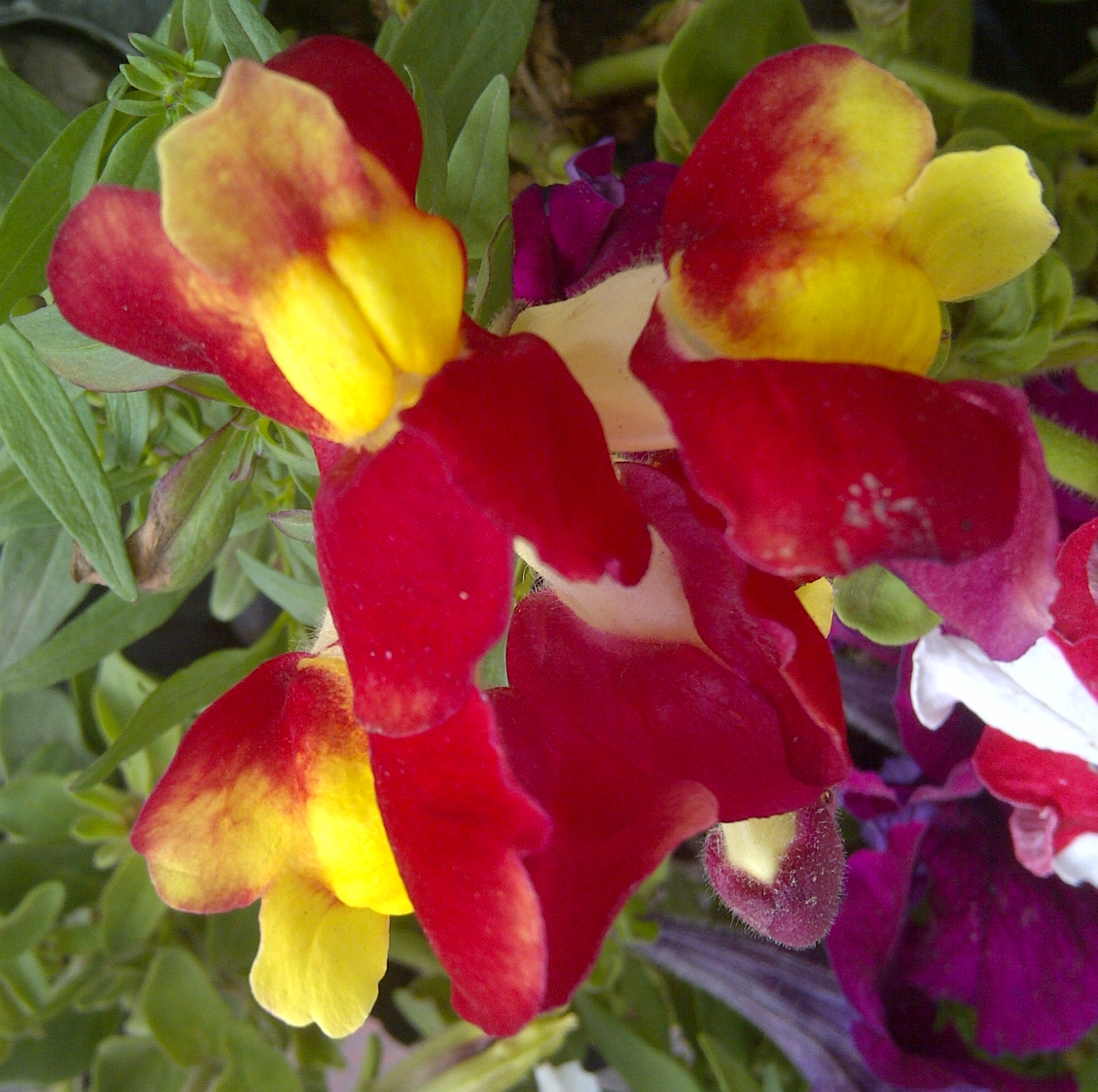